# 石巻家貞
石巻 家貞（いしまき いえさだ）は、戦国時代の武将。後北条氏の家臣。
一部史料で見られる「石巻康信」も家貞と同一人物とされ、これが真実であるなら息子達と同様に北条氏康から｢康｣の1字を賜ったことになる。

## 生涯
石巻氏は三河国八名郡石巻郷（愛知県豊橋市）の国人という。
御馬廻衆寄親や相模西郡郡代を務めた。『北条氏所領役帳』では御馬廻衆の筆頭として321貫文の知行高が記されている。
天文2年（1533年）3月の虎印判状が初見。
浩治元年（1555年）から狩野泰光と共に評定衆を務めていることが確認されている。
永禄元年（1558年）の古河公方・足利義氏の鶴岡八幡宮参詣に家老として参加し、続く氏康邸御成には義氏へ御礼を進上した。
永禄11年（1568年）6月までは評定衆としての活動が確認されるが、永禄12年（1569年）6月からは嫡子・康保が評定衆を務めているため、その間に家督を康保に引き継いだと思われる。また、康保は御馬廻衆寄親や相模西郡郡代の役割も引き継いでいる。